# Sobre la denotación

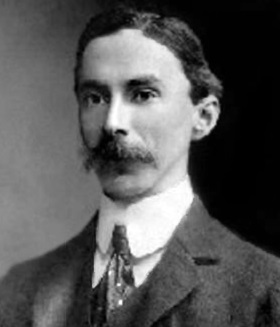
Bertrand Russell en 1907.

Sobre la denotación o Sobre el denotar (en inglés: On denoting) es uno de los más significativos e influyentes ensayos filosóficos del siglo XX, escrito por Bertrand Russell. Fue publicado en la revista Mind en 1905; luego reimpreso en esa misma revista en el aniversario de 2005 y en Logic and Knowledge en 1956. En este escrito, Russell introduce las descripciones definidas e indefinidas, formula su teoría de los nombres y caracteriza a los nombres propios como descripciones definidas disfrazadas o abreviadas.
En los 1920 Frank P. Ramsey se refirió al ensayo como "ese paradigma de la filosofía Más recientemente, Peter Ludlow en la Stanford Encyclopedia of Philosophy lo calificó de "el paradigma de la filosofía", y lo llamó un trabajo de un "tremendo insight" que ha provocado discusión y debate entre filósofos del lenguaje y lingüistas por más de un siglo.

## La "frase denotativa"

### El concepto de frase denotativa de Russell
Para Russell, una frase denotativa es un sintagma nominal singular, precedido por un cuantificador cuyo predicado es satisfecho por algo particular. Denotación, en otras palabras, es una propiedad semánticamente inerte, según esta perspectiva. Mientras que Frege sostuvo que había dos partes diferentes (o dos aspectos) del significado de cualquier término, frase o sentencia (su Sinn and Bedeutung), Russell rechazó explícitamente la noción de sentido (Sinn) y la reemplazó con la idea de función proposicional. Esto pues, según Russell, las proposiciones deben tener entidades reales y concretas como sus constituyentes. Russell provee algunos claros ejemplos de lo que tenía en mente: "un hombre, cualquier hombre, el actual rey de Francia, el centro de masa del sistema solar...". Así, para Russell, una frase denotativa puede ser o una descripción definida (por ejemplo, una frase nominal singular con el artículo determinativo "el/la" al principio), que "no denote nada" (es decir ningún objeto determinado) o una descripción definida que denote un objeto específico o, finalmente, una descripción indefinida que denota "ambiguamente".

### Referencia a algo que no existe
Es interesante notar que al principio del artículo Russell distingue entre casos donde "una frase puede ser denotativa pero no denotar nada (ejemplo, "el actual rey de Francia")" y casos donde pueden denotarse "un objeto definido (como 'la actual reina de Inglaterra')". Si este pasaje se interpreta como que las descripciones "pueden" referir a una objeto definido, entonces, podría ser que Russell haya reconocido los dos usos diversos de las descripciones definidas (atributiva y referencial), propuestas más tarde por Donnellan.

### Epistemología
En cualquier caso, luego de clarificar el sentido de "frase denotativa" y proveer diversos ejemplos para ilustrar la idea, Russell explica las motivaciones epistemológicas de su teoría. Russell cree en este punto que hay esencialmente dos modos de conocimiento: conocimiento mediante descripciones y conocimiento directo. Este último está reservado para los datos sensibles del mundo fenoménico y a las propias experiencias internas privadas, mientras que el conocimiento de cualquier otra cosa (otras psiques, objetos físicos, etc.) pueden conocerse solo por medio de descripciones.

## La teoría de las descripciones

### Descripción matemática
Russell comienza definiendo la noción "fundamental" de función proposicional. Esta es básicamente una versión modificada de la idea de Frege de conceptos insaturados. Por lo tanto, "'C(x)' hace las veces de una proposición donde x es un constituyente y donde x, la variable, está esencial y completamente indeterminada". Las nociones de todo, nada y algo ("las frases denotativas más primitivas") se interpretan de la siguiente manera:
{\displaystyle C(T)\leftrightarrow \forall xC(x)}
{\displaystyle C(N)\leftrightarrow \forall x\lnot C(x)}
{\displaystyle C(A)\leftrightarrow \lnot \forall x\lnot C(x)}
donde T representa todo, N nada y A algo. Todo es tomado como primitiva e indefinible y los otros términos son definidos a partir de él. Russell enfatiza que las frases denotativas nunca tienen significado en sí mismas, pero toda proposición en cuya expresión verbal ocurren tiene un significado. Esta es la base de su teoría de las descripciones tal como procede entonces a ilustrarla.

### Ilustración
La frase "el padre de Carlos II (P) fue ejecutado (E)" es interpretada como el siguiente aserto cuantificacional:
{\displaystyle \exists x((P(x)\land \forall y(P(y)\rightarrow x=y))\land E(x))}
En otras palabras, hay una y sólo una cosa x tal que x es el padre de Carlos II y x fue ejecutado.
Así, si C representa cualquier sentencia acerca del padre de Carlos II, la sentencia 'C(el padre de Carlos II)' implica siempre:
{\displaystyle \exists x(P(x)\land \forall y(P(y)\rightarrow x=y))}
Se sigue que si no hay una y solo una entidad que satisfaga esto, entonces cualquier proposición que contenga las descripciones es falsa. (Si la madre de Carlos II era "infiel" la sentencia podría ser falsa). De este modo, dice Russell, resulta que toda sentencia que contenga descripciones sin referente (por ejemplo "El actual rey de Francia es un gran escritor") son falsas. La teoría de Russell reduce todas las proposiciones que contienen descripciones definidas en formas que no las contienen.

## Meinong
Luego critica la teoría de los objetos de Alexius Meinong que, de acuerdo a Russell, es promiscua ontológicamente y contradictoria. Ambas críticas se derivan de la teoría de Meinong de que hay un objeto, exista o subsista, para cada conjunto de propiedades. Luego, hay un objeto que es a la vez redondo y no redondo, o redondo y cuadrado. Russell argumenta que la teoría de Meinong implica conclusiones tales como "el actual rey de Francia" tanto existe como que no existe. De todas formas, Meinong no atribuye existencia (ni cualquier otro tipo de ser) a objetos no existentes. Russell también acusa a Meinong de violar la ley de no contradicción diciendo que el "cuadrado redondo" es tanto redondo como no redondo. Meinong, por otra parte, mantiene que las leyes de la lógica no se aplican a tales fenómenos como los objetos "imposibles" que no son.

## Resolviendo el problema de los existenciales negativos
Uno de los rompecabezas fundamentales que Russell espera resolver con su teoría de las descripciones es el problema de las expresiones no referenciales o existenciales negativos. Termina explicando cómo su teoría resuelve este problema invocando la distinción entre lo que llama ocurrencias primarias y secundarias de las frases denotativas.

### Nombres ficcionales
Russell sugiere que los nombres ficcionales como "Apolo" pueden ser tratados como descripciones definidas abreviadas que no se refieren a nada. Toda proposición que contenga nombres de tales entidades ficcionales deben tratarse de la misma manera que los existenciales negativos.

## Críticas
En su ensayo, "On Referring", P. F. Strawson critica la caracterización de Russell de sentencias donde no hay objeto tales como "el actual rey de Francia", tachándola de falsa. 
Tales sentencias, sostiene Strawson, no son verdaderas ni falsas sino absurdas. Strawson cree que, contrariamente a los creído por Russell, el uso determina el significado de una sentencia. Dar el significado de una expresión es "dar instrucciones generales para su uso".